# Рујан (планина)
Рујан или Рујен, је планина у југоисточном делу Србије и североисточном делу Северне Македоније, између Бујановца и Куманова, чији највиши врх, Рујан, износи 969 m. Планина припада српско-македонској маси громадних планина, а од планине Козјак је одваја долина реке Пчиње.

## Прошлост
Године 1930. на Рујну код Прешева, на месту где су пале прве српске жртве за ослобођење јужне Србије постављен је споменик. То су урадили захвални мештани кленичке општине. Освећење спомен-обележја је изведено 14. септембра те године.